# 南河路バイパス
南河路バイパス（みなみこうじバイパス）は、三重県津市の郊外を通る国道163号のバイパス道路。

## 概要
2009年（平成21年）5月12日に全線供用した。
該当付近は主要道路が複雑に入り組んでおり、渋滞の原因となっているが、まっすぐに引き直すことにより、殿村交差点の渋滞を解消し、交通の円滑化と歩行者の安全を図ることを設置目的としている。
- 区間：津市殿村 - 津市南河路
- 距離：1.6km
- 車線数：2車線

※ 途中、国道23号（中勢バイパス）と接続。